# Komorovice
Komorovice (deutsch Komorowitz) ist eine Gemeinde in Tschechien. Sie liegt vier Kilometer südlich des Stadtzentrums von Humpolec und gehört zum Okres Pelhřimov.

## Geographie
Komorovice befindet sich in der Křemešnická vrchovina, einem Teil der Böhmisch-Mährischen Höhe. Das Dorf liegt südwestlich des Waldgebietes Panský les an einer 592 m hohen bewaldeten Kuppe. Nordöstlich erhebt sich die Krásná vyhlídka (662 m), im Osten der Holý vrch (662 m) und im Südosten der Vlčí hory (608 m) und nordwestlich der Havlův kopec (632 m). Im Westen führt die Staatsstraße I/34/E 551 zwischen Humpolec – Pelhřimov an Komorovice vorbei.
Nachbarorte sind Vystrkov im Norden, Lipovky, Vilémov und Plačkov im Nordosten, Bystrá im Osten, Březina und Vlčí Hory im Südosten, Staré Bříště, Hojkovy und Mladé Bříště im Süden, Rokosův Mlýn, Velký Rybník und Záhoří im Südwesten, Kletečná und Smrdov im Westen sowie Hněvkovice im Nordwesten.

## Geschichte

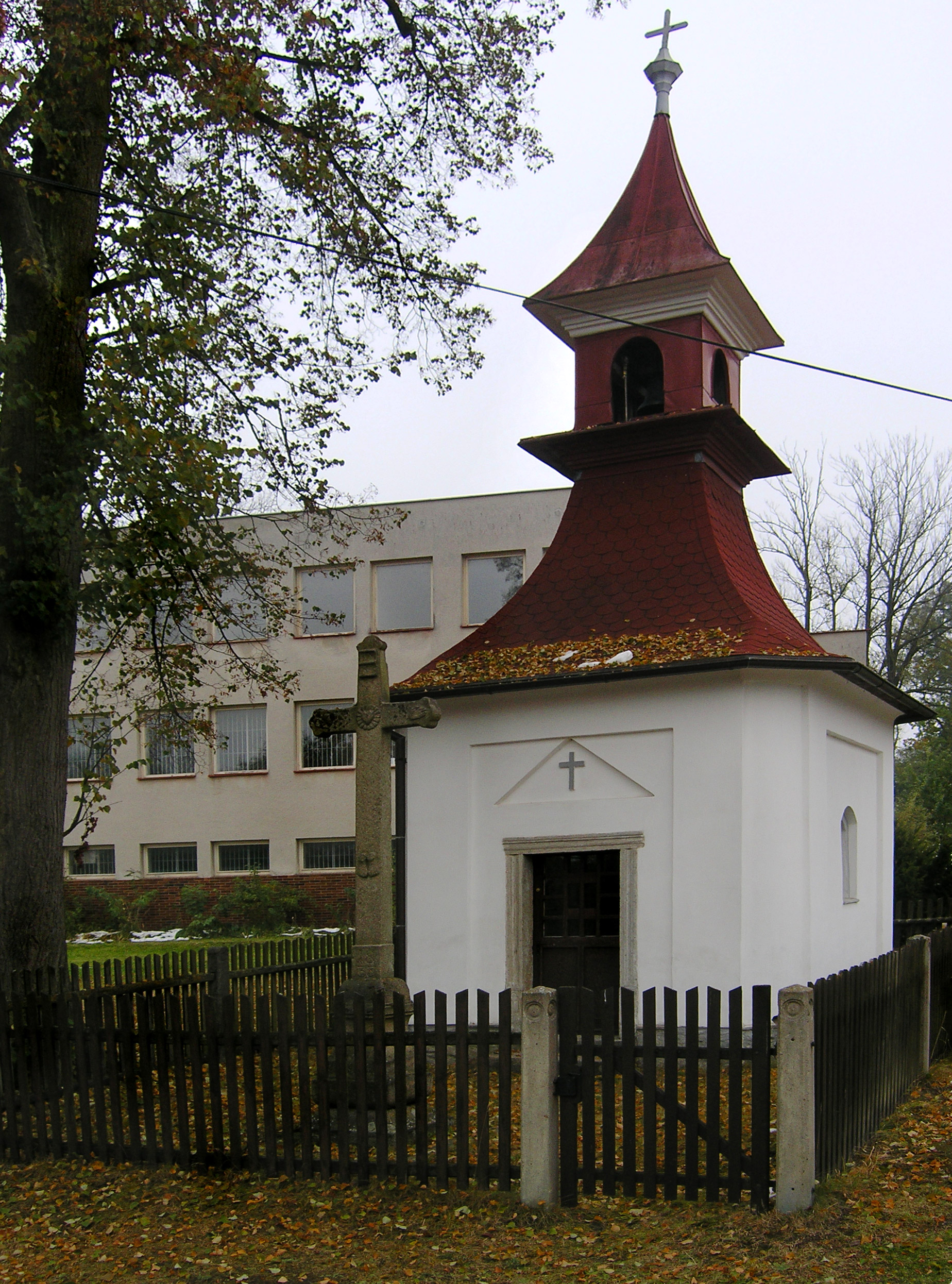
Kapelle

Die erste urkundliche Erwähnung des Dorfes stammt aus dem Jahre 1226.
Nach der Aufhebung der Patrimonialherrschaften bildete Komorovice ab 1850 einen Ortsteil der Gemeinde Staré Bříště in der Bezirkshauptmannschaft Německý Brod. 1910 wurde Komorovice mit dem Ortsteil Vystrkov zu einer selbständigen Gemeinde im Bezirk Humpolec. 1961 wurde Komorovice dem Okres Pelhřimov zugeordnet. 1990 löste sich Vystrkov los und bildete eine eigene Gemeinde.

## Gemeindegliederung
Für die Gemeinde Komorovice sind keine Ortsteile ausgewiesen.

## Sehenswürdigkeiten
- Kapelle am Dorfplatz